# 于尼
于尼（法語：Ugny，法語發音：[yɲi]）是法国默尔特-摩泽尔省的一个市镇，位于该省北部，属于布里埃区。

## 地理
于尼（49°28'17"N, 5°41'55"E）面积9.14 平方千米，位于法国大東部大區默尔特-摩泽尔省，该省份为法国东北部内陆省份，是洛林的一部分，北邻比利时、卢森堡，北起顺时针与摩泽尔省、下莱茵省、孚日省和默兹省接壤。
与于尼接壤的市镇（或旧市镇、城区）包括：巴略、伯韦耶、舍尼耶尔、孔拉格朗维尔、屈特里、栋库尔莱隆吉永、希耶尔河畔蒙蒂尼。
于尼的时区为UTC+01:00、UTC+02:00（夏令时）。

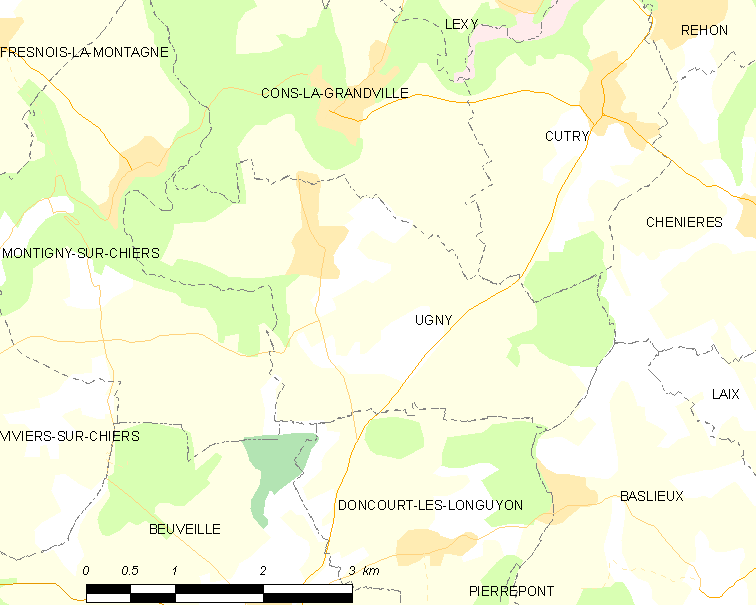
于尼的OSM定位图

## 行政
于尼的邮政编码为54870，INSEE市镇编码为54537。

## 政治
于尼所属的省级选区为蒙圣马丹县。

## 人口

1962-2008年间于尼人口变化图示

于尼于2022年1月1日时的人口数量为695人。